# اسمز

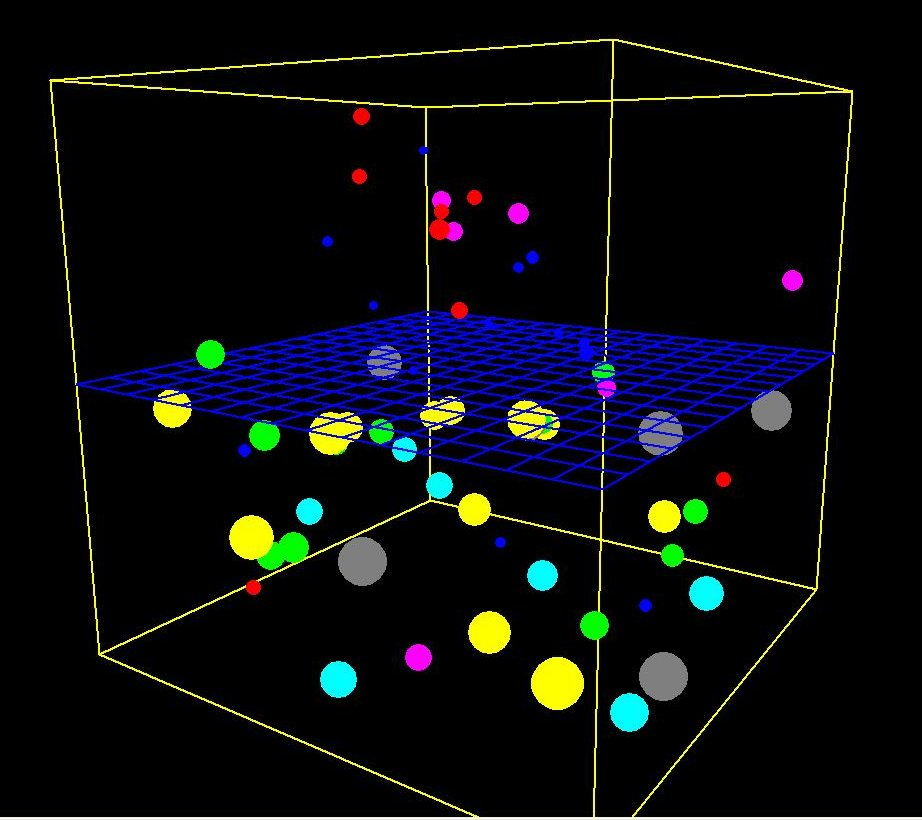
تصویری از شبیه‌سازی رایانه ای فرایند اُسمزُش

اُسمُز یا گذرندگی (به فرانسوی: Osmose) به فرایندی گفته می‌شود که طی آن حلال از طریق یک غشای نیمه تراوا از جایی که محلول رقیق‌تر است به جایی که محلول غلیظ تر است، نفوذ می‌کند.
عبور آب از غشای تراوائی نسبی را اسمز می گویند که حرکت از ناحیه رقیق به غلیظ است. در اسمز برای جابجایی انرژی مصرف نمی‌شود.
برای مثال: هنگامی که در یک شاخه‌ی ظروف مرتبط، آب خالص و در شاخه دیگر محلول آب و شکر و بین آنها غشای تراوائی نسبی وجود داشته باشد، به طوری که حجم مواد در دو شاخه ظرف یکسان باشد، آب از ناحیه رقیق (آب خالص) به ناحیه غلیظ (محلول آب و شکر) حرکت می‌کند.

## تعریف
اسمز، حرکت و جنبش خود به خودی مولکول‌های حلال در میان بخشی از غشای نفوذپذیر به درون منطقه ای از غلظت بیشتر مواد حل شونده در جهتی که تمایل به تعادل مواد حل شونده در هر دو طرف وجود دارد. احتمالاً برای توصیف یک فرایند فیزیکی استفاده می‌شود که هرگونه حلالی به در جریان غشا ی نیمه نفوذ پذیر حرکت می‌کند (نسبت به حلال نفوذ پذیر می‌باشد، اما نسبت به مواد حل شونده نفوذ پذیر نمی‌باشد) دو تا حلال را با غلظت‌های متفاوت از هم جدا می‌کند. اسمز می‌تواند برای انجام کار صورت گیرد.

## مثال‌هایی از پدیده اُسمز

تاثیر محلول‌های متفاوت بر خون

سلول‌های گیاهی در محیط‌های متفاوت

در مورد عمل «اسمز» جریان مخلوط شدن از راه جدارهای نازک ریشه‌های ظریف مویی یک گیاه یا جدارهای روده و معده در حیوانات انجام می‌گیرد.
غشاء جدارهای مزبور عمل مخلوط شدن را کند می‌کند ولی هرگز آن را متوقف نمی‌کند. در بدن جانداران، هنگام فعالیت اسمز، غشاهای مذکور اجازه می‌دهند که فقط مواد خاصی از آن‌ها عبور کنند و مواد دیگر را متوقف می‌سازند. این عمل تا اندازه‌ای مربوط به ساختار نوع ماده‌ای است که با آن تماس پیدا می‌کند. مواد محلول هنگام تماس با غشاء به آن فشار وارد می‌کند و این فشار را، فشار اسمُزی می‌نامند.
طرفی که ذرات محلول بیشتر در آن وجود دارد فشار اسمُزی بیشتری را تحمل می‌کند و بنابراین جهت حرکت مواد از طرف ناحیه پر فشار به ناحیه کم فشار خواهد بود. هر چیزی که می‌تواند به یک غشاء اسمُزی وارد شود، از آن هم می‌تواند خارج شود و حرکت در دو جهت انجام می‌گیرد. بدین طریق غذای هضم شده وارد خون شده و از خون خارج می‌شود.

## یک چهارچوب از شبیه‌سازی کامپیوتری اسمُزی
فشار اسمُزی به صورت حداقل فشار مورد نیاز تعادل و بدون هیچ جنبشی (حرکت) حلال در شبکه تعریف می‌شود. فشار اسمُزی یک ویژگی اتصال (خاصیت جمعی) می‌باشد به این معنی که فشار اسمُزی وابسته به غلظت مولی مواد حل شونده می‌باشد اما وابسته به هویت آن نمی‌باشد.
اسمز یک فرایند حیاتی در سیستم‌های بیولوژی می‌باشد، غشای بیولوژیکی نیمه نفوذپذیری می‌باشد. در حالت کلی، این غشاها نسبت به ملوکول‌های قطبی و بزرگ مانند یون‌ها، پروتئین‌ها و پلی ساکاریدها، نشت ناپذیر (نفوذ ناپذیر) می‌باشند، در حالیکه نفوذ پذیری نسبت به ملوکول‌های غیر قطبی یا آب گریز مانند لیپیدها، و همچنین ملوکول‌های کوچک مانند اکسیژن، دی‌اکسید کربن، نیتروژن و اکسید نیتریک وجود دارد.
نفوذ پذیری وابسته به قابلت حل بار یا شیمی و همچنین اندازه مواد حل شونده می‌باشد ملوکول‌های آب از طریق غشای پلاسما غشای تونوپلاسم یا پورتو پلاست به وسیله انتشار فسفودپیت‌های دولایه از طریق آکوپورنیس حرکت می‌کند (پروتئین‌های عبورکننده از غشا که کوچک می‌باشند مشابه با کانال‌های یونی وانتشار تسهیل شده می‌باشند) اسمز ابزارهای اولیه را ایجاد می‌کند که آب را به داخل و خارج سلول‌ها انتقال می‌دهد. فشار تورگور یک سلول عمدتاً به وسیله فرایند اسمُزی بین سلول‌های داخلی و محیط هیپوتونیک نسبی حفظ می‌شود
[3].